# Ny-Ålesunds flygplats, Hamnerabben

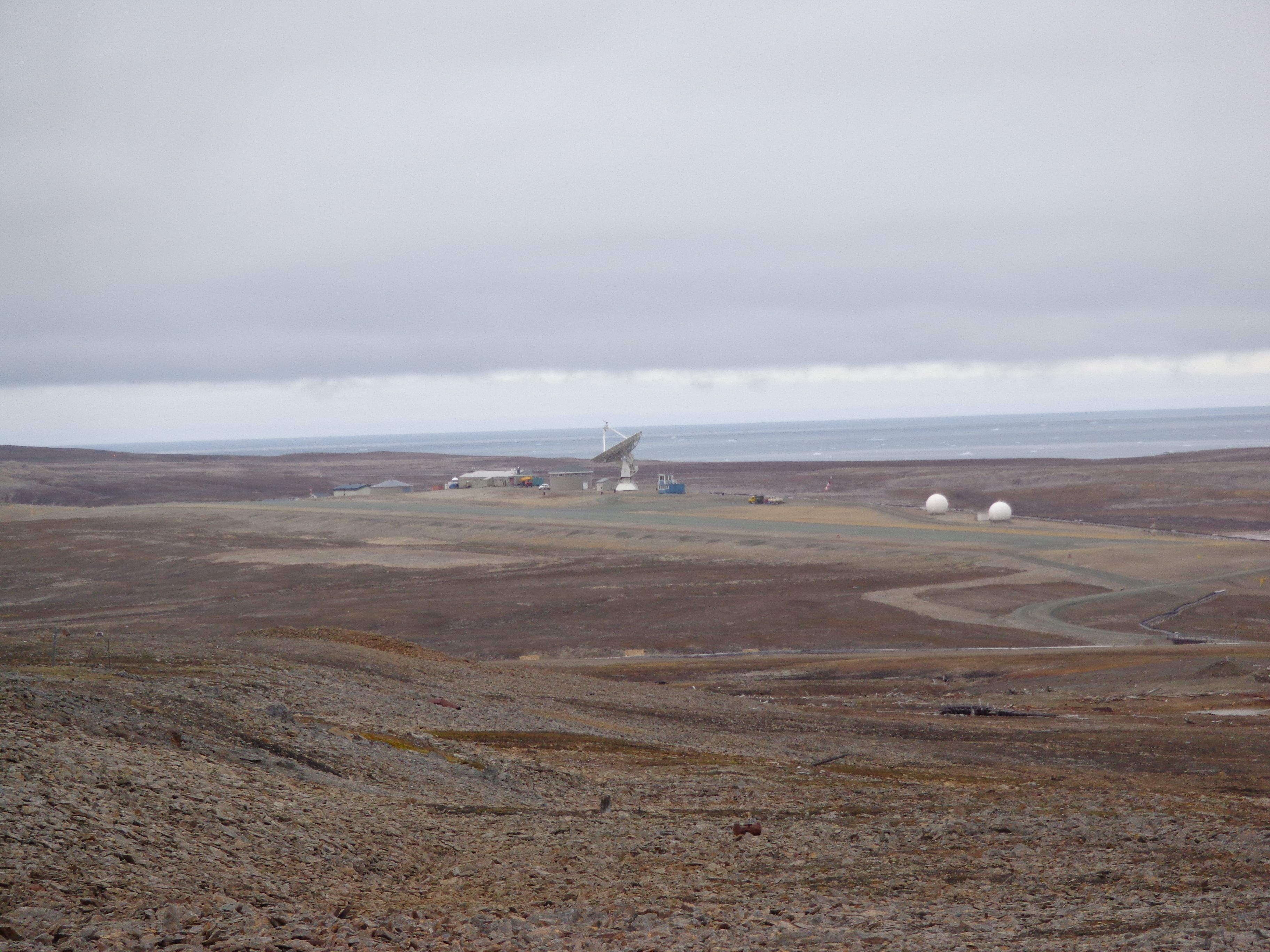
Ny-Ålesunds flygplats

Ny-Ålesunds flygplats, Hamnerabben (norska: Ny-Ålesund lufthavn, Hamnerabben) är av Kings Bay AS ägd privat flygplats vid Ny-Ålesund i Svalbard. 
Flygförbindelse finns Longyearbyen två-tre gånger i veckan i högsäsong. Den upprätthålls av Kings Bay AS och flygs av Lufttransport med ett turbopropellerflygplan av typ Dornier 228. För att resa med dessa krävs tillstånd av Kings Bay AS.